# 쿠스마울호흡

그래프는 쿠스마울호흡(밑에서 두 번째)과 다른 병적인 호흡 패턴들을 보여주고 있다.

쿠스마울호흡(Kussmaul breathing)은 깊고 힘들게 숨을 쉬는 패턴이다. 종종 대사성 산증에서 나타나며 특히 당뇨병성 케톤산증에서 잘 나타나지만 신부전에서도 관찰될 수 있다. 호흡수나 호흡의 깊이를 증가시켜 혈액 내에서 이산화 탄소를 감소시키는 호흡 패턴인 과다환기의 한 형태라고 할 수 있다.
대사성 산증에서 호흡은 처음에 빠르고 얕게 나타나지만 산증이 악화되면 호흡은 점점 깊어지며, 헐떡이는 듯한 힘을 들이는 모습이 나타난다. 이 산증이 악화될 때의 호흡 패턴을 쿠스마울호흡이라고 한다.

## 용어
용어를 도입한 아돌프 쿠스마울(Adolph Kussmaul)은 쿠스마울호흡을 대사성 산증이 충분히 심각해졌을 때 호흡수가 정상이거나 감소하며 나타나는 호흡 패턴으로 정의했다. 이 정의는 다른 여러 문헌에서도 확인되며 메리엄-웹스터(Merriam-Webster)도 쿠스마울호흡을 '특히 산증이 있을 때 발작적 호흡곤란을 특징으로 하는 비정상적으로 느리고 깊은 호흡 패턴'으로 정의한다. 그러나 다른 문헌들에서는 덜 심각한 산증에서 나타나는 빠른 호흡 패턴을 가리키기 위해 쿠스마울호흡이라는 용어를 사용한다.
쿠스마울호흡은 산증이 진행된 후에만 나타나 흔히 나타나지 않는다. 덜 심한 경우 빠르고 얕은 호흡 패턴이 나타나지만 쿠스마울호흡은 특징적으로 깊고 헐떡이는 듯한 호흡 방식이다.

## 역사
쿠스마울호흡은 19세기 독일의 의사인 아돌프 쿠스마울의 이름에서 그 명칭을 따왔다. 아돌프 쿠스마울은 당뇨병 말기 환자에서 쿠스마울호흡을 처음 기록했다. 쿠스마울징후 역시 쿠스마울의 이름에서 유래했으며, 쿠스마울호흡과 구별하여야 한다. 그는 1874년의 논문에서 쿠스마울호흡의 발견을 발표했다.

## 기전
쿠스마울호흡은 대사성 산증(특히 당뇨병의 합병증인 당뇨병성 케톤산증) 때 발생하는 호흡보상이다. 쿠스마울호흡 패턴을 보이는 환자의 혈중 기체에서 이산화 탄소 분압은 낮아지며 중탄산염 농도도 낮게 나타난다. 이는 호흡이 강제로 증가하여 이산화 탄소가 날숨으로 다량 빠져나가기 때문이다. 염기과잉은 크게 음의 값을 보인다. 환자는 대개 비자발적이며 깊은 호흡곤란을 나타낸다.
대사성 산증은 곧 과다환기를 나타내지만 처음에는 빠르며 비교적 얕은 호흡 양상을 보인다. 산증이 심각해질수록 쿠스마울호흡이 발달한다. 쿠스마울은 처음에는 이러한 호흡 유형이 혼수의 징후이며 당뇨병 환자가 곧 사망할 소견이라고 기록했다.
단식을 진행한 기간, 간비대 여부, 쿠스마울호흡은 선천 대사 장애에서 고혈당증을 감별진단하는 단서가 된다.